# Hôtel Hyatt Regency Paris Étoile
Het Hôtel Hyatt Regency Paris Étoile, voorheen Hôtel Concorde La Fayette (1974-2013), is een wolkenkrabber in Parijs, Frankrijk, in het 17e arrondissement nabij Porte Maillot. Het is eigendom van Constellation Hotels Holdings.
Met zijn 137 meter hoogte is het een van de hoogste Franse hotels na de Tour Part-Dieu in Lyon (en het vierde hoogste gebouw in de stad Parijs na de Eiffeltoren, de Tour Montparnasse en het Tribunaal van Parijs, maar kleiner dan sommige gebouwen in de nabijgelegen wijk La Défense); Dankzij de antenne op het dak kan hij zelfs 190 meter hoog worden. Met zijn achtendertig verdiepingen herbergt het 995 kamers en suites. Met het Palais des Congrès naast de deur, is het een van de congrescentra in Parijs.